# První brněnská strojírna Velká Bíteš

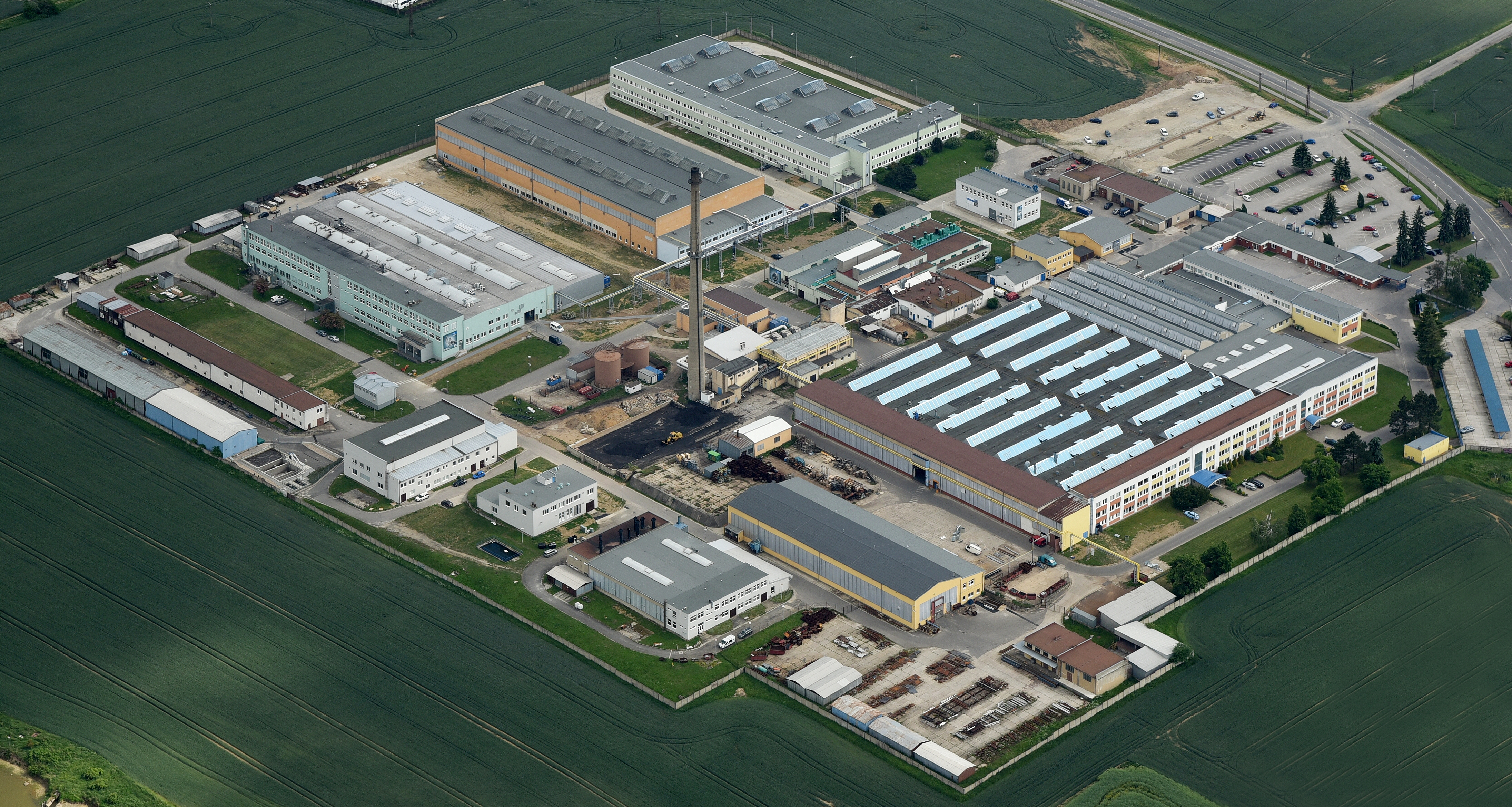
PBS ve Velké Bíteši

První brněnská strojírna Velká Bíteš, a. s. (PBS Velká Bíteš) je česká strojírenská společnost založená v roce 1950. Společnost se zaměřuje na vývoj, testování a výrobu zařízení pro oblast letecké techniky. Disponuje slévárnou přesného lití, která dodává odlitky pro energetiku, letecký a sklářský průmysl. Spolu se společnostmi PBS Energo, a.s.,PBS Brno, a.s. a PBS Aerospace Inc. tvoří skupinu PBS GROUP, a.s.

## Historie
PBS Velká Bíteš byla založena v roce 1950 jako pobočný závod První brněnské strojírny n.p., aby podpořila rozvoj průmyslu v regionu Velkobítešska. Prvními výrobky byly sbíječka a součásti hornického a hutnického pneumatického nářadí pro Vítkovice. V roce 1951 byla zahájena výroba průmyslových armatur, která se zde udržela až do roku 1960. Od roku 1957 probíhá v závodě výroba turbodmychadel. Ta byla v roce 1997 vyčleněna do společného podniku spolu s firmou MAN B&W Diesel s názvem PBS Turbo. V roce 1967 se započalo s leteckou výrobou. Konkrétně se jednalo o turbostartér k motoru AI-25 W pro cvičný letoun L-39. Postupně se zde vyráběly součásti turbovrtulového motoru M 601, generátory vzduchu, pomocné energetické jednotky, klimatizace letadel, turbínové motory a pozemní zdroje elektrické energie. 
V roce 2012 byla firma oceněna jako Firma roku. V roce 2017 společnost získala ocenění Cena hejtmana Kraje Vysočina za společenskou odpovědnost v kategorii soukromý sektor nad 250 zaměstnanců. V roce 2021 bylo oznámeno, že společnost i přes pandemii covidu-19 nadále rostla a za rok 2020 dosáhla obratu 1,5 mld. Kč.